# Arvika Karosserifabrik
Arvika Karosserifabrik AB var en svensk tillverkare av busskarosser i Arvika. Företaget har sina rötter i Arvika Vagnfabrik, som grundades i Arvika 1892. Arvika Vagnfabrik tillverkade till en början häståkdon, arbetsvagnar och slädar och inledde omkring 1920 tillverkning av karosser till bussar. Tillverkningen lades ned 1932.
År 1934 återupptogs tillverkning med statligt stöd under namnet Arvika Karosserifabrik. Företaget flyttade 1943 till nya lokaler nära järnvägsstationen vid Kyrkviken.
Höglunds & Co i Säffle drev tillverkningen mellan 1950 och 1977. Därefter drevs tillverkning i fabriken av Bussarbeten E Lundell & Co AB.